# Типи ґвалтівників
Дослідники висунули багато теорій щодо різних типів ґвалтівників.

## Типологія Барбарі
За словами Говарда Барбарі, психолога з Університету Королівства в Кінгстоні, Онтаріо, більшість зґвалтувань є імпульсивними та опортуністичними, і вчиняються людьми, які можуть здійснювати інші імпульсивні вчинки, в тому числі імпульсивні злочини. Такі ґвалтівники, як правило, не виявляють гніву, окрім як у відповідь на опір жертви, і не застосовують надмірної сили.
Так званий «ґвалтівник влади» переймається певною сексуальною фантазією, яку він намагається реалізувати під час зґвалтування, наприклад, фантазією, в якій він примушує жертву до сексу, а потім закохується в неї. Це найменш агресивний тип ґвалтівників, який найчастіше тікає, якщо жертва чинить сильний опір.
«Мстиві ґвалтівники» вчиняють фізично шкідливі напади з наміром принизити гідність і принизити жертву.
«Гнівні гвалтівники» мотивовані гнівом на світ загалом; вони, ймовірно, завдадуть найбільшої фізичної шкоди своїм жертвам. Ці ґвалтівники, як правило, мають довгу історію насильницьких злочинів усіх видів.
Деякі є сексуальними садистами, які насолоджуються болем і страхом жертви.

## Типологія Ґрота
Ніколас Ґрот описав три типи зґвалтувань залежно від мети ґвалтівника.

### Силовий ґвалтівник

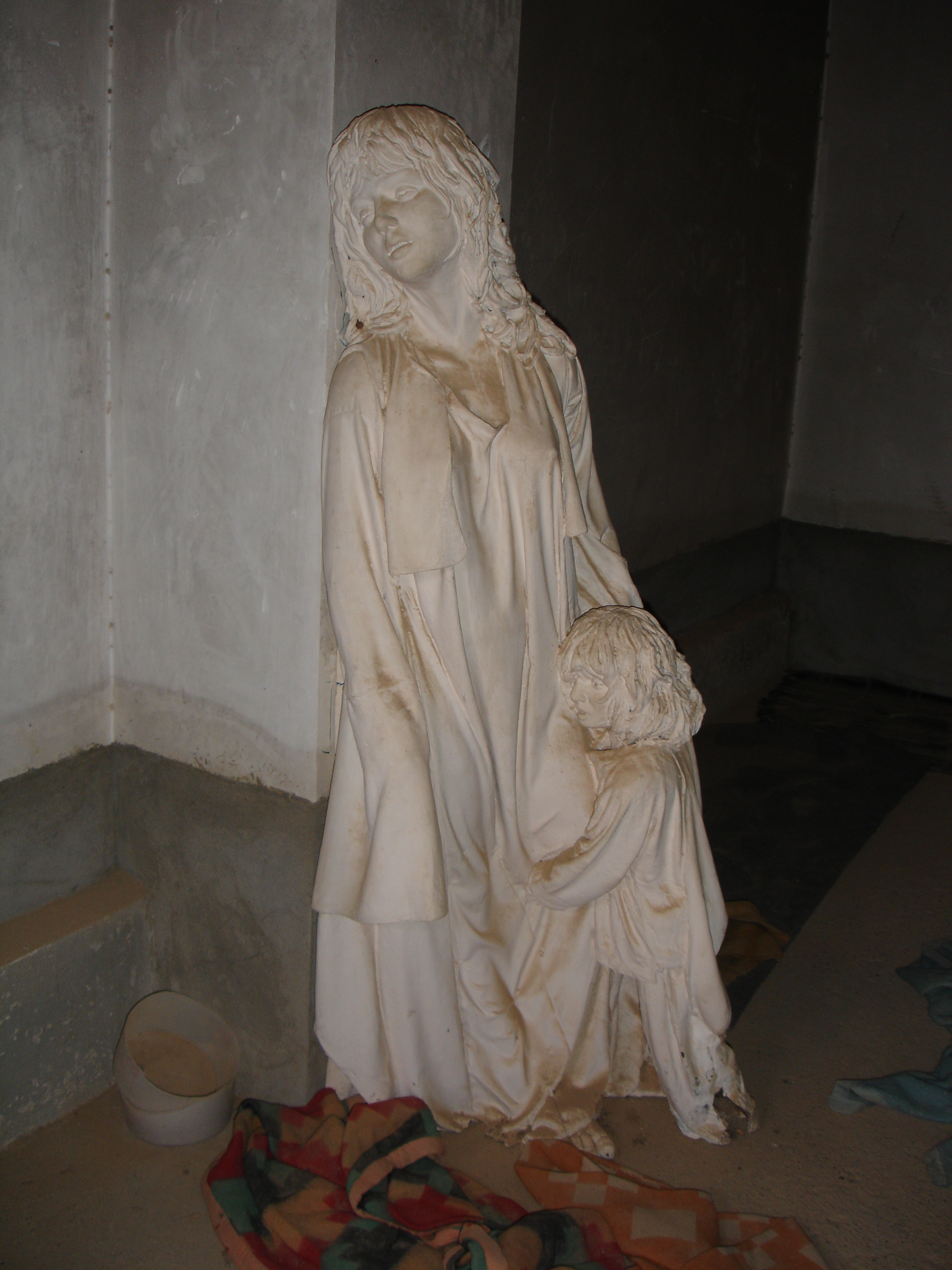
Музей Амна Сур в Сулейманії. Копія курдської дівчини у в'язниці. Дівчина потрапила в тюрму в молодому віці. Її неодноразово били та ґвалтували охоронці у в'язниці.

Для таких ґвалтівників зґвалтування стає способом компенсації їхнього глибинного почуття неадекватності та задовольняє їхні потреби в домінуванні, контролі, силі, авторитеті та можливостях. Метою владного ґвалтівника є утвердження власної компетентності. Він покладається на словесні погрози, залякування зброєю і застосовує лише ту силу, яка необхідна для того, щоб підкорити жертву.
Силовий ґвалтівник, як правило, має фантазії про зґвалтування та сексуальні завоювання. Вони можуть вірити, що навіть якщо жертва спочатку чинить їм опір, щойно вони здолають свою жертву, вона зрештою отримає задоволення від зґвалтування. Ґвалтівник повинен вірити, що жертві сподобалося те, що з нею зробили, і вони можуть навіть попросити жертву зустрітися з ними пізніше.
Оскільки це лише фантазія, ґвалтівник не відчуває себе заспокоєним ані власною поведінкою, ані реакцією жертви. Ґвалтівник відчуває задоволення від сексуального задоволення та влади і, як правило, буде діяти знову. Це викликає звикання. Як нарцис живиться компліментами, владний ґвалтівник живиться владою і домінуванням над жертвою.
Тому їхні злочини можуть стати повторюваними і нав'язливими. Вони можуть скоїти серію зґвалтувань за короткий проміжок часу. Це найпоширеніший тип серійних ґвалтівників незнайомців у Сполучених Штатах.

### Гнівний ґвалтівник
Мета такого ґвалтівника — принизити, образити і завдати болю своїй жертві; він висловлює своє презирство до неї через фізичне насильство і нецензурну лайку. Для таких ґвалтівників секс — це зброя для осквернення і приниження жертви, а зґвалтування — найвищий прояв їхньої злості. Такий ґвалтівник вважає зґвалтування найвищим злочином, який він може вчинити проти жертви.
Зґвалтування в стані афекту характеризується фізичною жорстокістю, під час нападу застосовується набагато більше фізичної сили, ніж було б необхідно, якби метою було просто придушити жертву і досягти проникнення. Цей тип злочинців нападає на жертву, хапаючи її, наносячи удари і збиваючи з ніг, б'ючи, розриваючи одяг і ґвалтуючи.
Для кривдника це досвід усвідомленого гніву та люті.

### Ґвалтівник-садист
Для цих ґвалтівників існує сексуальна асоціація з різними поняттями. Статеве збудження пов'язане із заподіянням страждань своїй жертві. Правопорушник вважає навмисне жорстоке поводження зі своєю жертвою величезним задоволенням і отримує задоволення від мук, страждань, страждань, безпорадності та страждань жертви; злочинець вважає, що бореться жертва за еротичний досвід.
Садистське зґвалтування, як правило, пов'язане зі значними, тривалими тортурами та обмеженням свободи. Іноді воно може набувати ритуальних або інших химерних рис. Ґвалтівник може використовувати якийсь інструмент або сторонній предмет для проникнення в жертву. Сексуальні ділянки тіла жертви стають особливим об'єктом травм або знущань.
Напади ґвалтівника-садиста розраховані. Вони часто маскуються або зав'язують очі своїм жертвам. Повії чи інші особи, яких вони сприймають як «розпусних», часто стають мішенями ґвалтівників-садистів. Жертви ґвалтівника-садиста можуть не вижити після нападу. Деякі злочинці отримують найвище задоволення від убивства жертви.

## Сексуальне задоволення ґвалтівника
За словами Шеннон М. Бартон-Беллесси, один із типів ґвалтівників — це ґвалтівник, який отримує сексуальне задоволення. Мотивація такого ґвалтівника полягає в отриманні сексуального задоволення. Такий злочинець може бути самотнім і мати труднощі з отриманням виходу для своїх сексуальних бажань в інший спосіб через невдачі в залицянні.

## Шаманський гвалтівник
Ґвалтівники-шамани нібито вірять, що зґвалтування когось, кому вони служать, насправді слугує зціленню та зростанню цієї людини. З цієї причини, незважаючи на те, що жертви, яких вони ґвалтують, не здатні дати згоду, оскільки часто перебувають під впливом психоделічних препаратів, а якщо й ні, то у владній динаміці, де згода неможлива, шамани зазвичай вважають, що це не було зґвалтуванням, а скоріше, за згодою сторін. Хоча ці ґвалтівники часто живуть, заперечуючи, що вони зґвалтували, вони часто визнають, що якби інші люди поводилися подібним чином, це було б зґвалтуванням. Неясно, чи здатні люди, які так поводяться, коли-небудь виправитися і змінити свою поведінку.